# Jimmy Juan
Pour les articles homonymes, voir Juan.
Jimmy Juan est un footballeur professionnel français né le 10 juin 1983 à Valence (France). 
Ce joueur évolue au poste de milieu de terrain. Il a joué un match de Ligue des champions avec Monaco.

## Biographie
Formé à Monaco, Jimmy Juan débute en équipe première le 1er février 2003 lors du match Monaco-Sedan. 
En janvier 2005 avec seulement sept matchs avec les pros, il quitte le club et s'engage avec Ipswich Town en Angleterre. Il devient titulaire lors de la saison 2005-2006 disputant 34 matchs et inscrivant cinq buts. 
Il rejoint alors Grenoble en Ligue 2. Victime d'une grave blessure il ne joue pas le moindre match lors de la saison 2007-2008. Lors de la saison 2008-2009 il est prêté à Châteauroux pour retrouver du temps de jeu. Il regagne Grenoble l'année suivante mais ne peut empêcher la relégation du club en Ligue 2.
En 2012, il signe avec le club des Chamois niortais,.